# Alai Darwaza
Ala'i Darwaza (urdujsko علاء دروازه‎, dob. ''Vrata Alaudina'') so južna vrata mošeje Quvat-ul-Islam v kompleksu Qutub, Mehrauli, Delhi, Indija. Zgradil jih je sultan Alaudin Khaldži leta 1311 in so narejena iz rdečega peščenjaka. Gre za kvadratno kupolasto vratarnico z obokanimi vhodi in eno samo komoro.
Ima poseben pomen v indo-islamski arhitekturi kot prvi indijski spomenik, zgrajen z uporabo islamskih metod gradnje in okrasja.

## Ozadje
Alai Darwaza je zgradil sultan Alauddn Khaldži iz dinastije Khaldži leta 1311. To je bil del njegovega načrta za razširitev mošeje Quvat-ul-Islam na štiri strani. Čeprav je načrtoval gradnjo štirih vrat, je bilo mogoče dokončati samo Alai Darwaza, ko je leta 1316 umrl. Služijo kot južna vrata mošeje. So na južnem delu kompleksa Qutub.
Leta 1993 so bili Alai Darwaza in drugi spomeniki kompleksa razglašeni za svetovno dediščino.

## Arhitektura
Alai Darwaza so sestavljena iz ene same dvorane, katere notranji del meri 34,5 čevljev, zunanji del pa meri 56,5 čevljev. Visoka so 60 18 m, stene pa so debele 3,4 m.
Vratarnica iz leta 1311 še vedno kaže previden pristop do nove tehnologije, z zelo debelimi stenami in plitvo kupolo, ki je vidna le z določene razdalje ali višine. Krepke kontrastne barve zidov z rdečim peščenjakom in belim marmorjem predstavljajo tisto, kar je postalo običajna značilnost indo-islamske arhitekture, ki je nadomestila večbarvne ploščice, ki so jih uporabljali v Perziji in Srednji Aziji. Koničasti loki se pri vznožju rahlo združijo, kar daje učinek blagega podkvastega loka, njihovi notranji robovi pa niso zaobljeni, ampak obrobljeni s konvencionalnimi izboklinami v obliki 'suličastih' konic, ki morda predstavljajo lotosove popke. Tu so uvedene mreže, kamnite odprte pregrade; že dolgo so jih uporabljali v templjih.
Višina kupole je 14 m. To je prva prava kupola, zgrajena v Indiji, saj prejšnji poskusi izdelave prave kupole niso bili uspešni.
Celotna Darwaza je sestavljena iz rdečega peščenjaka z belimi marmorji, vdelanimi na zunanje stene. Na stenah Darwaze je obsežna arabska kaligrafija. Loki imajo obliko podkve, in so bili takšni loki prvič uporabljeni v Indiji. Fasada ima predturške rezbarije in vzorce. Okna imajo marmorne rešetke. Površinski okras sestavljajo prepletene cvetlične vitice in se simetrično ponavljajo na treh vratnih odprtinah.

## Galerija
- Alai Darwaza leta 1870
- Alai Darwaza z grobnico imama Zamina v ospredju
- Vrata darwaze
- Okno darwaze